# ليز وير
ليز وير (بالإنجليزية: Liz Weir)‏ هي مؤلفة وكاتِبة أيرلندية، ولدت في القرن العشرين في بلفاست في المملكة المتحدة.